# Deglunden
Deglunden är en sjö i Hagfors kommun i Värmland och ingår i Göta älvs huvudavrinningsområde. Sjön är 21,5 meter djup, har en yta på 7,61 kvadratkilometer och är belägen 202 meter över havet. Sjön avvattnas av vattendraget Tranebergsälven. Vid provfiske har bland annat abborre, gädda, löja och mört fångats i sjön.

## Delavrinningsområde
Deglunden ingår i det delavrinningsområde (666253-139032) som SMHI kallar för Utloppet av Deglunden. Medelhöjden är 234 meter över havet och ytan är 38,96 kvadratkilometer. Räknas de 4 avrinningsområdena uppströms in blir den ackumulerade arean 119,29 kvadratkilometer. Tranebergsälven som avvattnar avrinningsområdet har biflödesordning 3, vilket innebär att vattnet flödar genom totalt 3 vattendrag innan det når havet efter 369 kilometer. Avrinningsområdet består mestadels av skog (62 procent) och sankmarker (12 procent). Avrinningsområdet har 7,62 kvadratkilometer vattenytor vilket ger det en sjöprocent på 19,5 procent.

## Fisk
Vid provfiske har följande fisk fångats i sjön:
- Abborre
- Gädda
- Löja
- Mört
- Siklöja